# كيرك بيرسون
كيرك بيرسون (بالإنجليزية: Kirk Pearson)‏ (30 نوفمبر 1956 في الولايات المتحدة - ) هو لاعب كرة قدم أمريكي في مركز حراسة المرمى. لعب مع نيوإنغلند تي من ‏.

## وصلات خارجية
- كيرك بيرسون على موقع قاعدة بيانات كرة القدم.إي يو (الإنجليزية)